# Max Heinsheimer
Maximilian Heinsheimer (14. August 1832 in Bretten – 4. Januar 1892 in Karlsruhe) war Rechtsgelehrter und Oberlandesgerichtsrat im badischen Staatsdienst und Vater von Karl Heinsheimer.
Nach dem Besuch der Realschule in Bretten besuchte er das Lyceum in Karlsruhe. Von 1851 bis 1855 studierte er Rechtswissenschaften an der Universität Heidelberg. Danach trat er in den badischen Staatsdienst ein. Er arbeitete zunächst als Kreisgerichtsrat in Mannheim und von 1879 bis zu seinem Tod als Oberlandesgerichtsrat in Karlsruhe.
Max Heinsheimer schrieb zahlreiche wissenschaftliche Abhandlungen und gab von 1883 bis 1892 die Zeitschrift für französisches Zivilrecht heraus. Während seiner Zeit in Mannheim war er Mitglied der Stadtverordnetenversammlung und des Kreisausschusses.

## Hauptwerk
- Das rheinisch-französische Privilegien- und Hypothekenrecht, Leipzig 1876